# S-PLUS
S-PLUS est un logiciel de statistiques, édité par Tibco Software. Il met en œuvre le langage de programmation S. Une autre implémentation est maintenue par le projet R.